# Monitoria

A monitoria, tirocínio, estágio em docência ou assistência de cátedra se referem ao exercício de assistência a aulas feitas por um estudante em auxílio a um professor. A monitoria pode ser realizada no nível de graduação ou de pós-graduação. Embora menos comum, existe também a figura da monitoria no ensino médio (secundário). O estudante que exerce a monitoria é geralmente conhecido como monitor ou monitora.
Tipicamente, o monitor é um estudante que já cursou aquela aula, obteve um desempenho excelente e mais tarde exerce a função de auxiliar o professor com as turmas seguintes. O método de escolher um monitor pode variar: ele pode ser submetido a um processo de seleção interna (como uma espécie de concurso), ser eleito pela turma ou simplesmente ser designado pelo professor da disciplina.
Em muitas universidades, é comum o monitor desempenhar a função voluntariamente para beneficiar-se da experiência e enriquecer o currículo com estágio em docência; ocasionalmente ele pode também receber uma bolsa de estudos como auxílio.

## Outros usos
No ambiente de call centers, monitoria é a prática de avaliação e acompanhamento de desempenho de operadores de atendimento telefônico, e pode ser presencial ou não presencial. O profissional que realiza as avaliações é o monitor de qualidade. Porém, é importante que quando o monitor de qualidade vá passar o feedback da monitoria ao operador, o supervisor esteja presente, para que possa acompanhar a performance de seus liderados e saber quais são os pontos de atenção de sua equipe.